# Robertinho (ur. 1960)
Robertinho, właśc. Roberto Oliveira Gonçalves do Carmo (ur. 22 czerwca 1960 w Rio de Janeiro) – brazylijski piłkarz i trener, występujący podczas kariery na pozycji napastnika.

## Kariera klubowa
Karierę piłkarską Robertinho rozpoczął w klubie Fluminense FC w 1978 roku. W lidze brazylijskiej zadebiutował 9 maja 1978 w wygranym 1-0 meczu z Remo Belém. Z Fluminense zdobył mistrzostwo stanu Rio de Janeiro – Campeonato Carioca w 1980. Łącznie w barwach Flu rozegrał 214 spotkań, w których strzelił 44 bramki. W 1982 krótko występował w Athletico Paranaense, z którego trafił do CR Flamengo. Z Flamengo zdobył mistrzostwo Brazylii w 1983.
W 1984–1985 był zawodnikiem SE Palmeiras, a 1985–1986 SC Internacional. W 1987–1988 występował w Sporcie Recife. Ze Sportem zdobył mistrzostwo Brazylii w 1987 oraz mistrzostwo stanu Pernambuco – Campeonato Pernambucano w 1988. W 1989 był zawodnikiem Clube Atlético Mineiro. Z Atlético Mineiro zdobył mistrzostwo stanu Minas Gerais – Campeonato Mineiro.
W barwach Atlético Mineiro 23 września 1989 w wygranym 2-0 meczu z Botafogo FR Robertinho wystąpił po raz ostatni w lidze brazylijskiej. Ogółem w latach 1978–1989 wystąpił w lidze w 173 meczach, w których strzelił 42 bramki. W latach 1989–1992 Robertinho występował w portugalskim klubie CD Nacional. Karierę zakończył karierę w Madureirze Rio de Janeiro w 1995 roku.

## Kariera reprezentacyjna
W reprezentacji Brazylii Robertinho zadebiutował 8 czerwca 1980 w wygranym 2-0 towarzyskim meczu z reprezentacją Meksyku. Drugi i ostatni raz w reprezentacji Robertinho wystąpił 23 września 1981 w wygranym 6-0 towarzyskim meczu z nieoficjalną reprezentacją Irlandii.
| Mecze i gole w reprezentacji | Mecze i gole w reprezentacji | Mecze i gole w reprezentacji | Mecze i gole w reprezentacji | Mecze i gole w reprezentacji | Mecze i gole w reprezentacji | Mecze i gole w reprezentacji |
| #                            | Data                         | Miasto                       | Przeciwnik                   | Gol                          | Wynik                        | Rozgrywki                    |
| ---------------------------- | ---------------------------- | ---------------------------- | ---------------------------- | ---------------------------- | ---------------------------- | ---------------------------- |
| 1.                           | 25.09.1980                   | Asunción                     | Paragwaj                     |                              | 2:1                          | towarzyski                   |
| N1.                          | 23.09.1981                   | Maceió                       | Irlandia nieof.              |                              | 6:0                          | towarzyski                   |

## Kariera trenerska
Zaraz po zakończeniu kariery piłkarskiej Robertinho został trenerem. Robertniho prowadził m.in. Rio Branco Americana, Central Caruaru, Pelotas, São Bento Sorocaba, Fluminense FC, Americano, CRB Maceió, Rio Branco Cariacica czy CSA Maceió.
Z CSA zdobył mistrzostwo stanu Alagoas – Campeonato Alagoano w 2008. Obok tego trenował arabskie kluby Stade Tunisien i Kazma Sporting Club.